# 로즈 리즌
로즈 리즌(Rhodes Reason, 1930년 4월 19일 ~ 2014년 12월 26일)은 미국의 배우, 텔레비전 배우, 영화배우이다.
글렌데일에서 태어났으며 팜스프링스에서 사망하였다. 사인은 림프종이다.

## 영화
- 스트리트 키즈 오브 아메리카 (1976년)
- 킹콩의 역습 (1967년) - 칼 넬슨 역
- 타임 터널 (1966년)
- 옐로우스톤 켈리 (1959년)
- 선셋 77번가 (1958년)
- 텍사스 결사대 (1955년)
- 샤이안 (1955년)